# Гебхард IV фон Мансфелд-Кверфурт
Гебхард IV фон Мансфелд-Кверфурт (на немски: Gebhard IV von Mansfeld-Querfurt; * ок. 1330/1350; † 5 ноември 1382) е граф на Мансфелд-Кверфурт.

## Произход
Той е вторият син на граф Гебхард III фон Мансфелд-Кверфурт († сл. 1360) и първата му съпруга Луитгарда фон Фалкенщайн (* 1296), дъщеря на Фолрад I фон Фалкенщайн († 1312) и Мехтилд фон Арнщайн († сл. 1279). Брат е на Албрехт I фон Мансфелд († 1361/1362). Полубрат е на Гюнтер фон Мансфелд († 1412).

## Фамилия
Първи брак: пр. 29 ноември 1357 г. или на 15 януари 1369 г. с Метхилд-Матилда фон Шварцбург-Бланкенбург († 26 юни 1381), дъщеря на римско-немския крал Гюнтер XXI фон Шварцбург-Бланкенбург († 1349) и Елизабет фон Хонщайн († 1380). Те имат децата:
- Бурхард VIII († 1392), женен ок. 1366 г. за Агнес II фон Брауншвайг-Люнебург († 1434)
- Гюнтер I/II († 1412), женен за пр. 12 март 1393 г. за Елизабет фон Хонщайн-Клетенбург († сл. 1412)
- Хойер († 1383)
- Гебхард († пр. 1390)

Втори брак: ок. 1375 г. с графиня Елизабет фон Кефернбург (* ок. 1345; † 15 март 1382), дъщеря на граф Гюнтер XII фон Кефернбург и Лорета фон Епщайн. Те имат децата:
- Албрехт II (IV) († 1416), женен ок. 1386/пр. 1402 г. за принцеса Елизабет фон Анхалт-Десау († 1413)
- Фолрад II († 1450), женен I. 1431 г. за Анна фон Глайхен, II. 1435 г. за Малгорцата фон Глогау-Заган († 1468)
- Луитруда († 1426), омъжена за княз Ото III фон Анхалт-Бернбург († 1404)